# Sonic Rivals 2
Sonic Rivals 2 est un jeu vidéo de plates-formes / course développé par Backbone Entertainment pour l'éditeur Sega. Il est sorti fin 2007 sur PlayStation Portable et est la suite directe de Sonic Rivals sorti un an plus tôt.
Tout comme son prédécesseur, il s'agit d'un jeu de plates-formes aux allures de course de vitesse puisque le joueur doit finir un niveau avant son adversaire contrôlé soit par l'Intelligence artificielle, soit par un autre joueur.

## Histoire
Les Chao ont disparu, ainsi que l'Émeraude Mère. Chaque personnages (au nombre de huit) part alors à la recherche d'Eggman, le soupçonnant de tout.

## Personnages
Chaque personnage du premier Sonic Rivals est présent, mais avec un coéquipier, ce qui augmente la durée de vie du jeu.
Sonic the Hedgehog/Miles "Tails" Prower: Les deux meilleurs amis du monde décident d'enquêter sur la disparition des Chao.
La capacité spéciale de Sonic est le Bang Supersonique. Cela lui permet de courir à la vitesse du son (ce qu'il est censé faire à l'origine) et peut détruire les obstacles sur le chemin. Tails lui peut voler grâce au Tail-icoptère.
Knuckles the Echidna/Rouge the Bat: Les deux rivaux s'allie dans ce jeu pour retrouver l'Émeraude Mère et les Émeraudes du Chaos, encore au cœur de l'histoire.
La capacité de Knuckles est de provoquer des ondes sismiques pour éliminer toute obstacle sur son chemin. Rouge, quant à elle, appelle des sortes de chauve-souris qui se ruent, dès que le joueur le veut, sur le rival en course.
Shadow the Hedgehog/Metal Sonic: Ce sont les deux personnages les plus sombres du jeu qui révèle le plus l'histoire. Eggman Nega est à nouveau le méchant principal. Il a volé des dossiers du Pr. Gerald concernant un monstre interdimensionnel appelé Ifrit. Il a aussi kidnappé les Chao car l'Ifrit doit les manger pour devenir invincible. Nega avait aussi besoin des Emeraudes du Chaos pour ouvrir le portail de l'Ifrit, qui pourrait alors détruire le monde. Il a construit un détecteur d'Emeraudes dans lequel il a planqué l'Emeraude Mère elle-même. 
Il a bien sûr enfermé Eggman pour n'avoir personne sur son chemin, et a de nouveau pris son apparence. Eggman a réussi à réveiller Metal Sonic, et a réussi grâce au robot à contacter Shadow pour pouvoir empêcher Nega d'agir.
La capacité de Shadow est le Contrôle du Chaos, ce qui ralentit son rival temporairement. Metal Sonic peut copier les capacités des autres rivaux.
Silver the Hedgehog/Espio the Chameleon: Silver, lui est au courant que Nega est derrière tout ça. Il décide donc de devancer Nega en essayant de trouver les Chao et les mettre dans un endroit sûr pour que Nega ne les trouve pas. Sur sa route, il rencontre Espio, qui a été envoyé par Vector the Crocodile pour enquêter sur les Chao.
La capacité de Silver est de perturber le contrôle de son rival pendant la course et se déplacer plus facilement (un peu plus vite). Espio, lui, peut se rendre temporairement invisible et plus rapide.
Méchants:
Eggman Nega: Savant fou au QI de 300, c'est le descendant d'Eggman, l'Eggman du futur, c'est le méchant principal du jeu, il a volé les dossiers du Prof Gerald Robotnik sur un monstre inter dimensionel: Ifrit, pour le libérer de sa prison dimensionnelle, il vola les Emeraudes du Chaos ainsi que l'Emeraude Mère pour détruire le sceau. Il se déguisa en Eggman pour éviter que Sonic, Tails, Knuckles et Rouge le reconnaissent, Shadow, Metal Sonic, Silver et Espio seront les seuls à connaître sa véritable identité.

## Niveaux
Chaque zone se sépare en quatre actes : le premier et le troisième sont des courses. Le second acte est un combat entre les rivaux de la première course. Le quatrième acte est le boss de la zone.
Blue Coast Zone: la première zone du jeu se déroule dans un palais grec semblable au niveau « Water Palace » de Sonic Rush. Le boss, Egg Liner est doté d'une massue. Quand elle est relevée, c'est à ce moment-là qu'il faut frapper le cockpit.
Sunset Forest Zone: C'est l'exact reproduction de Waterfalls forest Zone, dans Sonic Rivals. Le boss, Egg Crawler est dans une grotte. Il y a trois plates-formes  au-dessus du passage du robot, et deux badniks. Les rivaux sautent sur les badniks pour que ceux-ci tombent pile sur le cockpit du boss, ce qui l'affaiblit.
Neon Palace Zone: C'est le niveau casino du jeu, thème récurrent dans les Sonic Games. Bourré de loopings tables à bingo et autre machine à sous (quand vous faites un BINGO, grâce aux chiffres, vous aurez la barre de capacité pleine, et vous pourrez utiliser votre capacité spéciale). Le boss, Egg Dealer (ou BINGO Mobile) est une machine à BINGO. Quand vous faites un BINGO, le robot descend et peut être frappé à ce moment-là.
Frontier Canyon Zone: C'est le niveau correspondant au canyons qui sert de clin d'œil à Sonic Heroes. Il est ressemblant à l'univers des westerns, ainsi que la musique. Le boss, Egg Bull est un robot en forme de taureau. Quand il s'arrête, il faut monter aux plateformes pour pouvoir atteindre le cockpit.
Mystic Haunt Zone: C'est ici que les Chao sont cachés par Nega, et qu'on ouvre le portail grâce aux Emeraudes. Le boss, Egg Phantom est un fantôme piloté par Nega. Il faut allumer la lumière pour faire disparaitre l'enveloppe fantomatique, puis frapper le cockpit.
Chaotic Inferno Zone: C'est la dimension de l'Ifrit. Chacun fait la course pour empêcher Nega de réveiller l'Ifrit, mais il réussit grâce à sa nouvelle version de Metal Sonic v 3.0.  Le boss est l'Ifrit lui-même. Il chute avec vous vers le sol. Le combat se déroule dans le vide. Il faut lui frapper la tête pour l'affaiblir.
À la fin, Tout le monde retourne à ses occupations, et étrangement, Nega est abandonné par Silver et Espio sous des décombres d'immeubles, dans la dimension de l'Ifrit.